# Federico Pizarro
Federico Pizarro (nascido em 7 de setembro de 1986) é um handebolista argentino. Integrou a seleção argentina que ficou em décimo lugar nos Jogos Olímpicos de Verão de 2016 no Rio de Janeiro. Atua como ponta direita e joga pelo clube UNLu. Foi medalha de ouro nos Jogos Pan-Americanos de 2011 e prata em 2007 e 2015.

## Conquistas e prêmios individuais

### Melhor lateral direito
- Torneo Nacional de Clubes 2016